# Lolita Chakrabarti
Lolita Chakrabarti (Kingston upon Hull, 1º giugno 1979) è una drammaturga e attrice britannica.

## Biografia
Dopo la laurea alla Royal Academy of Dramatic Art nel 1990, Lolita Chakrabarti ha cominciato a recitare assiduamente sul piccolo e grande schermo, rimanendo nel frattempo una prolifica attrice teatrale. Tra le sue numerose apparizioni sulle scene londinesi si ricordano John Gabriel Borkman alla Donmar Warehouse (2007), Amleto con Tom Hiddleston e diretto da Kenneth Branagh (RADA, 2017) e Fanny e Alexander con Penelope Wilton (Old Vic, 2018).
Attiva anche come drammaturga, la Chakrabarti ha curato adattamenti teatrali de Le città invisibili di Italo Calvino e Vita di Pi di Yann Martel per il Crucible Theatre. La sua opera più nota è il dramma Red Velvet, debuttato al Kiln Theatre di Londra nel 2012 e basato sulla storia vera di Ira Aldridge, il primo attore di origini africane ad interpretare Otello sulle scene londinesi nella prima metà del XIX secolo. La pièce fu successivamente portata in scena con successo in oltre una ventina di allestimenti negli Stati Uniti. Nel 2022 ha vinto il Laurence Olivier Award alla migliore nuova opera teatrale per la sua riduzione teatrale di Vita di Pi, dramma con cui ha fatto il suo esordio a Broadway l'anno successivo.
È stata sposata con l'attore Adrian Lester, da cui ha avuto due figlie, dal 1987 al 2023.

## Filmografia parziale

### Cinema
- The Hole, regia di Nick Hamm (2001)

### Televisione
- Metropolitan Police - serie TV, 94 episodi (1993-1999)
- Testimoni silenziosi (Silent Witness) - serie TV, 4 episodi (1997-2006)
- Holby City - serie TV, 2 episodi (2003-2009)
- Doctors - soap opera, 1 puntata (2004)
- Waking the Dead - serie TV, 1 episodio (2007)
- Hustle - I signori della truffa (Hustle) - serie TV, 1 episodio (2010)
- Outnumbered - serie TV, 1 episodio (2010)
- Vera - serie TV, 1 episodio (2011)
- Delitti in Paradiso (Death in Paradise) - serie TV, episodio 2x07 (2013)
- Il seggio vacante (The Casual Vacancy) - miniserie TV, 3 puntate (2015)
- Riviera - serie TV, 5 episodi (2019)
- Criminal: Regno Unito - serie TV, 1 episodio (2019)
- Vigil - Indagine a bordo (Vigil) – miniserie TV, 6 puntate (2021)
- La Ruota del Tempo (The Wheel of Time) – serie TV, episodio 1x01 (2021)